# Beatyfikowani i kanonizowani przez Klemensa XIII
Beatyfikowani i kanonizowani przez Klemensa XIII – święci i błogosławieni wyniesieni na ołtarze w czasie pontyfikatu Klemensa XIII.

## 1759
- Bł. Augustyn Novello (zatwierdzenie kultu)

## 1760
15 kwietnia
- Bł. Sebastian Maggi (zatwierdzenie kultu)

## 1761
7 marca
- Bł. Augustyn Anioł Mazzinghi (zatwierdzenie kultu)

6 lipca
- Bł. Grzegorz Barbarigo

## 1763
19 listopada
- Bł.  Beatrycze d’Este

## 1764
18 lutego
- Bł. Andrzej z Montereale (zatwierdzenie kultu)
- Bł. Wincenty Kadłubek (zatwierdzenie kultu)

## 1765
6 lutego
- Bł. Benwenuta Bojani (zatwierdzenie kultu)

27 lipca
- Bł. Macieja Nazzarei (zatwierdzenie kultu)

## 1766
19 czerwca
- Bł. Elżbieta z Reute (zatwierdzenie kultu)

## 1767
22 lutego
- Bł. Antoni Neyrot

16 lipca
- Św. Hieronim Emiliani
- Św. Joanna de Chantal
- Św. Jan Kanty
- Św. Józef Kalasanty
- Św. Józef z Kupertynu
- Św. Serafin z Montegranaro

## 1768
15 maja
- Bł. Bernard z Corleone

30 kwietnia
- Bł. Aniela Merici